# Lydia West
Lydia Dorothy West (* 24. Juni 1993 in London) ist eine britische Schauspielerin.

## Leben und Karriere
West strebte zunächst wie ihre vier Jahre ältere Schwester eine Karriere als Tänzerin an und war in verschiedenen Stilen ausgebildet, bis sie einen Zehenbruch erlitt. Nach der Universität ging sie zur Identity School of Acting.
Ihr Fernsehdebüt erhielt sie mit einer Hauptrolle in Russell T Davies’ Serie Years and Years von 2019. Nach einer Episodenhauptrolle in Dracula von 2020 als die Romanfigur Lucy Westenra arbeitete West erneut für Davies mit einer Hauptrolle in seiner nächsten Miniserie It’s a Sin von 2021, in der ihre Rolle auf einer Freundin von Davies basiert. Als nächste Projekte folgten 2022 die Serien Suspicion mit Uma Thurman und The Pentaverate von und mit Mike Myers, ferner ist sie in Love Again (ein Remake des deutschen Films SMS für Dich) mit Celine Dion zu sehen.
Ende April 2023 gab sie ihr Bühnendebüt im Londoner Barbican-Theater mit dem Stück A Play for the Living in a Time of Extinction unter der Regie von Katie Mitchell.

## Filmografie
- 2019: Years and Years (Fernsehserie, 6 Episoden)
- 2020: Dracula (Fernsehserie, Episode 3)
- 2020: Higher Grounds (Film)
- 2021: It’s a Sin (Fernsehserie, 5 Episoden)
- 2022: Suspicion (Fernsehserie, 4 Episoden)
- 2022: Inside Man (Fernsehserie, 4 Episoden)
- 2022: The Pentaverate (Miniserie, 6 Episoden)
- 2023: Coffee Wars
- 2023: Love Again
- 2023: Gray (Fernsehserie, 8 Episoden)
- 2024: Big Mood (Fernsehserie, 6 Episoden)

## Auszeichnung
- Festival de Télévision de Monte-Carlo 2021: Goldene Nymphe als Beste Schauspielerin in It’s a Sin[4]